# Червона (річка)
Червона, пол. Czerwona — річка в Польщі, у Кошалінському повіті Західнопоморського воєводства.

## Опис
Довжина річки 28,6 км, найкоротша відстань між витоком і гирлом — 17,67 км, коефіцієнт звивистості річки — 1,62 . Площа басейну водозбору (139,26 — 149,56) км².

## Розташування
Витікає з озера Парновського біля села Парново ґміни Бесекеж Кошалінського повіту. Спочатку тече на південний захід, потім на північний захід через Віжхоміно та Віжхомінко. Між селами Улішкі та Словеньково річка протікає під національною автодорогою № 11 і тече на північ. Потім повертає і тече переважно на північний захід понад Борковицями, через Шміхув, Кладно, Лопініцу і впадає у Балтійське море.
Притоки: Тим'яниця, Лопінічка (ліві).

## Цікаві факти
- Назву «Червона» було офіційно введено в 1948 році, замінивши попереднє німецьке ім'я річки — Вонне Бах.